# Goran Karan
Goran Karan (Belgrado, 2 april 1964) is een Kroatische zanger.
Voor hij solozanger werd maakte hij deel uit van de bands Big Blue, Deveti Krug, Epicentar en Zippo.
In 2000 vertegenwoordigde hij Kroatië op het Eurovisiesongfestival nadat hij eerste preselectie Dora gewonnen had. Ostani werd 9de.
In 2003 nam hij opnieuw deel aan de voorronde, dit keer met Još uvijek vjerujem maar eindigde 2de.
In 2005 was hij een jurylid bij de Kroatische Dora. Zijn lied Ružo moja bila won een festival in Split.

## Bekende liedjes
- Bolero
- Kako da te zaboravim
- Koga ljubiš sad
- Ne zaboravi me ti
- Di si rasla

## Albums
- Kao da te ne volim (1999)
- Vagabundo (2000)
- Dalmatinske suze (2001)
- Ahoj! (2003)
- Od srca do usana (2005)
- Dite Ljubavi (2008)
- Čovik tvoj (2013)